# Amastus porioni
Amastus porioni är en fjärilsart som beskrevs av De Toulgoët 1981. Amastus porioni ingår i släktet Amastus och familjen björnspinnare. Inga underarter finns listade i Catalogue of Life.